# بي دي إف ستوديو
بي دي إف ستوديو (بالإنجليزية: PDF Studio)‏ هو تطبيقٌ تجاريِّ متعدد المنصات من كوپا سوفتوير (بالإنجليزية: Qoppa Software)‏، يُستخدم لإنشاء، وتحويل، ومُراجَعة، وتحرير ملفات تنسيق ملف المستند (PDF).